# Madoka Sasaki
Madoka Sasaki (佐々 木望?, Sasaki Madoka; Hiroshima, 10 ottobre 1883 – Budapest, 15 novembre 1927) è stato un ittiologo giapponese.

## Biografia
Sasaki nasce a Otemachi, attualmente uno degli otto ward di Hiroshima. Conclude il suo percorso formativo all'Università imperiale di Tokyo, frequentando la facoltà di scienze naturali e laureandosi nel luglio 1909.
Un mese più tardi viene assunto dall'Università imperiale del Tōhoku in qualità di docente presso la facoltà di economia agraria e pesca, ottenendo la cattedra nell'agosto 1910.
Nell'aprile 1918, come conseguenza della revisione del sistema governativo, accettò l'incarico di professore all'Università imperiale di Hokkaido, affiancando all'insegnamento l'attività di ricerca. Nel settembre 1919 ottiene il dottorato in scienze naturali.
All'inizio del 1927, gli fu ordinato di intraprendere un viaggio studio nel Regno Unito della durata di tra anni; Sasaki lasciò il Giappone nel marzo dello stesso anno per non farvi più ritorno. Quello stesso inverno, mentre si trovava a Budapest, a causa dell'aggravarsi di una malattia morì il 15 novembre, lasciando la moglie e quattro figli, un maschio e tre femmine.
Il suo apporto allo studio sui cefalopodi gli venne riconosciuto con un'opera postuma in lingua inglese, un trattato sui Coleoidea che vivono nei mari che cingono le Isole del Giappone. Inoltre vennero a lui dedicate le specie Sebastodes sasakii, Octopus sasakii  e Sepia sasakii.

## Opere
- (EN) Madoka Sasaki, Report on cephalopods collected during 1906 by the United States Bureau of Fisheries steamer Albatross in the northwestern Pacific, in Proceedings of the United States National Museum, vol. 57, n. 2310, Washington, Smithsonian Institution Press, 3 September 1920,  pp. 163-203, DOI:10.5479/si.00963801.57-2310.163. URL consultato il 18 aprile 2025.
- Madoka Sasaki, A monograph of the dibranchiate Cephalopods of the Japanese and adjacent waters, in Journal of the College of Agriculture, Hokkaido Imperial University, vol. 20, suppl., Hokkaido Imperial University, 31 gennaio 1929,  p. Plate XXIII.

| Sasaki è l'abbreviazione standard utilizzata per le specie animali descritte da Madoka Sasaki. Categoria:Taxa classificati da Madoka Sasaki |